# Daddies
Daddies è un film muto del 1924 diretto da William A. Seiter. La sceneggiatura di Julien Josephson si basa sull'omonimo lavoro teatrale di John L. Hobble. Prodotto dalla Warner Bros., aveva come interpreti Mae Marsh, Harry Myers, Claude Gillingwater, Willard Louis.

## Trama
Un gruppetto di cinque scapoli inveterati, membri di un circolo di misogini dichiarati, adotta ciascuno un orfano di guerra. L'orfano che spetta a Bob Audrey si rivela essere la diciottenne Ruth Atkins: la cosa finisce in un matrimonio. Gli altri quattro scapoli, dovendo occuparsi dei nuovi figli, decidono tutti quanti di sposarsi per dare una madre ai loro bambini.

## Produzione
Il film fu prodotto dalla Warner Bros. In origine, il ruolo di Robert Audrey era stato assegnato all'attore Monte Blue che, però, lasciò il set per interpretare Matrimonio in quattro di Lubitsch. Lo sostituì Harry Myers, che avrebbe dovuto interpretare il ruolo di Henry Allen, e che fu rimpiazzato a sua volta da Willard Louis.
Il lavoro teatrale da cui prende spunto il film, era stato, nel 1918/1919 un successo di Broadway dove aveva debuttato il 5 settembre 1918 al Belasco Theatre per poi proseguire le repliche al Lyceum Theatre fino al giugno 1919 per un totale di 340 recite: tra gli attori in palcoscenico, la celebre Jeanne Eagels nel ruolo di Ruth Atkins, e George Abbott, attore e commediografo molto noto, in quello di Henry Allen.

## Distribuzione
Il copyright del film, richiesto dalla Warner Brothers Pictures, fu registrato il 6 febbraio 1924 con il numero LP19900.

Distribuito dalla Warner Bros., il film uscì nelle sale statunitensi il 9 febbraio 1924. A New York, fu presentato allo Strand Theatre, a Los Angeles al Rialto Theatre. Variety del 21 febbraio riportava che il film, a New York, non aveva incontrato un grande successo mentre, il 4 giugno, riferiva che a Los Angeles gli incassi si erano dimostrati discreti, con un lordo settimanale al botteghino di 3.800 dollari.
Copie incomplete della pellicola si trovano conservate negli archivi del George Eastman House di Rochester e del National Archives Of Canada di Ottawa.
Il film è stato masterizzato in DVD.